# 双乙酸钠
双乙酸钠是一种化学式为NaH(C
2H
3O
2)
2的化合物，通常用做调味剂以及抗微生物剂。

## 製備及結構
双乙酸钠可以將乙酸钠進行半中和，再將溶液蒸發而得。可以視為是一種在濃縮乙酸溶液中增強酸性的同型缔合的結果：
2 CH3CO2H  +  NaOH   →   Na+[(CH3CO2)2H]-  +  H2O
双乙酸钠可以描述成是有氫鍵的陰離子H(CH3CO2)2-的鈉鹽。O---O的距離約2.47 Å.

## 應用
双乙酸钠也是一種食品添加劑，其E编码為E262，可以提供鹹味及醋的口味。